# Calimero (nome)
Calimero  è un nome proprio di persona italiano maschile.

## Varianti
- Femminili: Calimera[2]

### Varianti in altre lingue
- Catalano: Cal·limer[4], Calimer[4]
- Greco antico: Καλλιμερος (Kallimeros)[1]
- Latino: Calimerus[1]
- Spagnolo: Calimero[4], Calimerio[4]

## Origine e diffusione

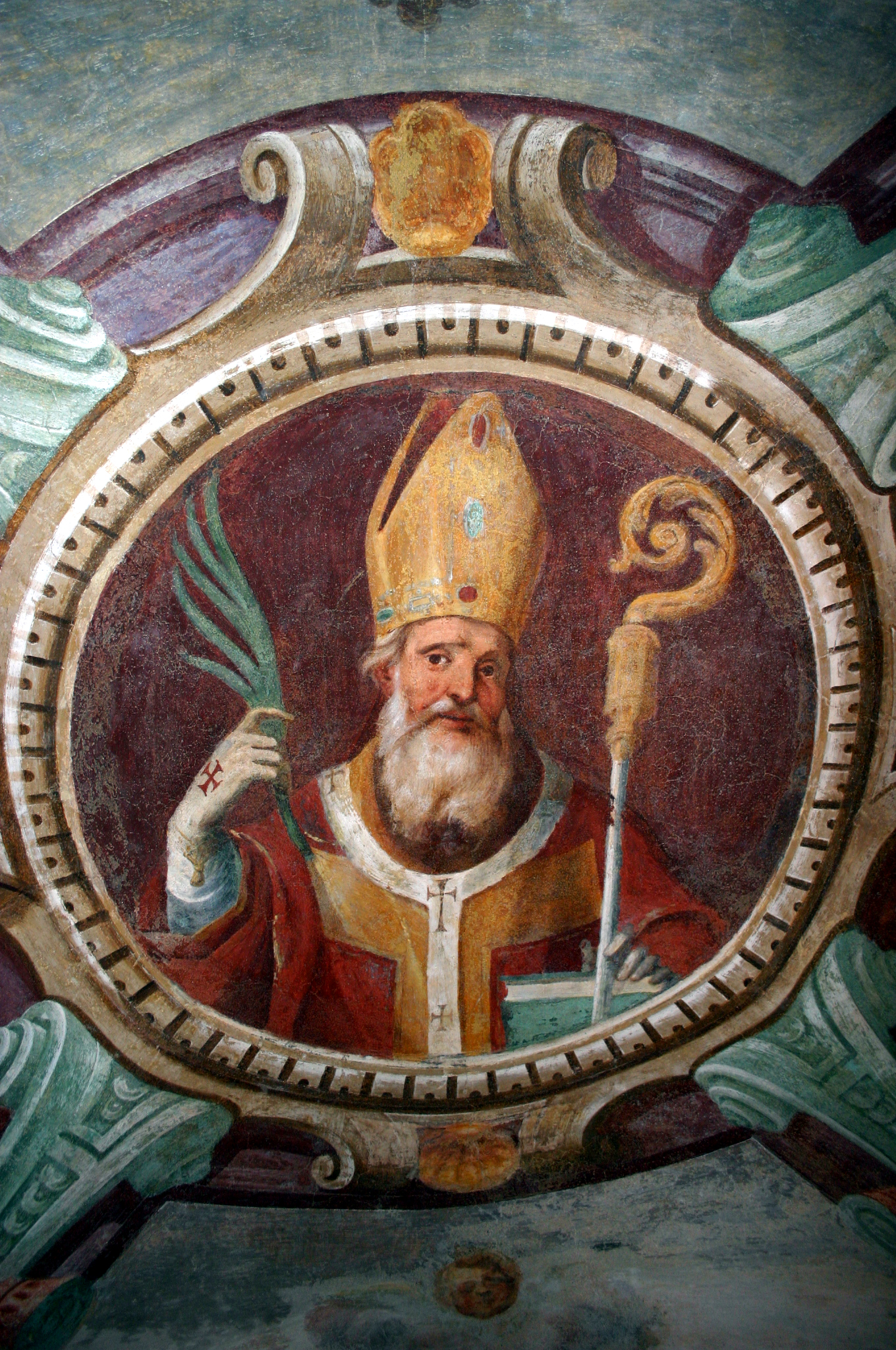
Affresco di san Calimero realizzato dai Fiammenghini nella cripta della basilica di San Calimero a Milano

Nome di origine devozionale, legato al culto verso san Calimero; etimologicamente proviene dal greco antico Καλλιμερος (Kallimeros), composto da καλός (kalós, "bello", "nobile") e μηρός (mērós, "gamba", "coscia", "natica"), col significato letterale di "dalle belle gambe", "dalle gambe forti"; alcune fonti riconducono il secondo elemento a ἡμέρα (hēmérā, "giorno"), ma si tratta di un nome diverso, mentre altre ancora lo identificano con μέρος (méros, "parte").
Questo nome venne dato a Calimero, un pulcino di colore nero protagonista, durante gli anni Sessanta, di vari spot pubblicitari per i detersivi della società Mira Lanza, il che ne ha affondato l'uso. Secondo dati raccolti negli anni Settanta, le poche occorrenze (circa 150) erano attestate per metà in Lazio, e per il resto disperse nel Nord e in Toscana.

## Onomastico
L'onomastico ricorre il 31 luglio in onore di san Calimero, vescovo di Milano e martire sotto Commodo.